# Списак универзитета у Србији
Списак универзитета у Србији.

## Државни
Акредитовани државни универзитети чији је оснивач Република Србија су:
- Универзитет у Београду, Београд
- Универзитет у Крагујевцу, Крагујевац
- Универзитет у Нишу, Ниш
- Државни универзитет у Новом Пазару, Нови Пазар
- Универзитет у Новом Саду, Нови Сад
- Универзитет у Приштини, Косовска Митровица
- Криминалистичко-полицијски универзитет, Београд
- Универзитет одбране у Београду, Београд
- Универзитет уметности у Београду, Београд

Акредитовани универзитети чији је оснивач Република Косово су:
- Универзитет у Гњилану, Гњилане
- Универзитет у Ђаковици, Ђаковица
- Универзитет у Косовској Митровици, Косовска Митровица
- Универзитет у Пећи, Пећ
- Универзитет у Призрену, Призрен
- Универзитет у Приштини, Приштина
- Универзитет у Урошевцу, Урошевац

## Приватни
Списак акредитованих приватних универзитета у Србији, односно универзитета чији оснивач није држава:
- Алфа БК универзитет, Београд
- Универзитет Едуконс, Сремска Каменица
- Интернационални универзитет у Новом Пазару, Нови Пазар
- Универзитет МБ, Београд
- Мегатренд универзитет, Београд
- Универзитет Метрополитан, Београд
- Универзитет Привредна академија, Нови Сад
- Универзитет Сингидунум, Београд
- Универзитет Унион, Београд
- Универзитет Унион — Никола Тесла, Београд